# Mezquita de Baba Kuhi Bakuvi
La mezquita Baba Kuhi Bakuvi (en idioma azerí:Baba Kuhi Bakuvi məscidi) es una de las mezquitas más antiguas de Bakú, la capital de Azerbaiyán, que pertenece a los siglos IX y X. Se encuentra en la parte histórica de la Ciudad Vieja, al norte de la Torre de la Doncella. Presumiblemente pertenecía al erudito y teólogo persa Baba Kuhi Bakuvi.
La mezquita, junto con el Palacio de los Shirvanshah y el resto de recinto amurallado de Bakú fue inscrito como Patrimonio de la Humanidad de la Unesco en 2000.

## Descubrimiento
La mezquita fue descubierta como resultado de las excavaciones arqueológicas llevadas a cabo entre 1990 y 1993 por el arqueólogo Farhad Ibrahimov. En el altar de la mezquita se encontró una inscripción árabe escrita en letra cúfica que decía: «El poder pertenece a Alá (Dios)». Esta inscripción fue leída por el epigrafista Meshadikhanum Neymat. Las características paleográficas de la inscripción permitieron a los investigadores atribuir el monumento a los siglos IX-X.
Como resultado de las excavaciones a pequeña escala de 1998, se descubrieron dos salas de la mezquita. La mezquita, que incluía las salas adyacentes y una columnata de arcos de lancetas, era un único complejo.

## Galería

Diversas vistas de la mezquita
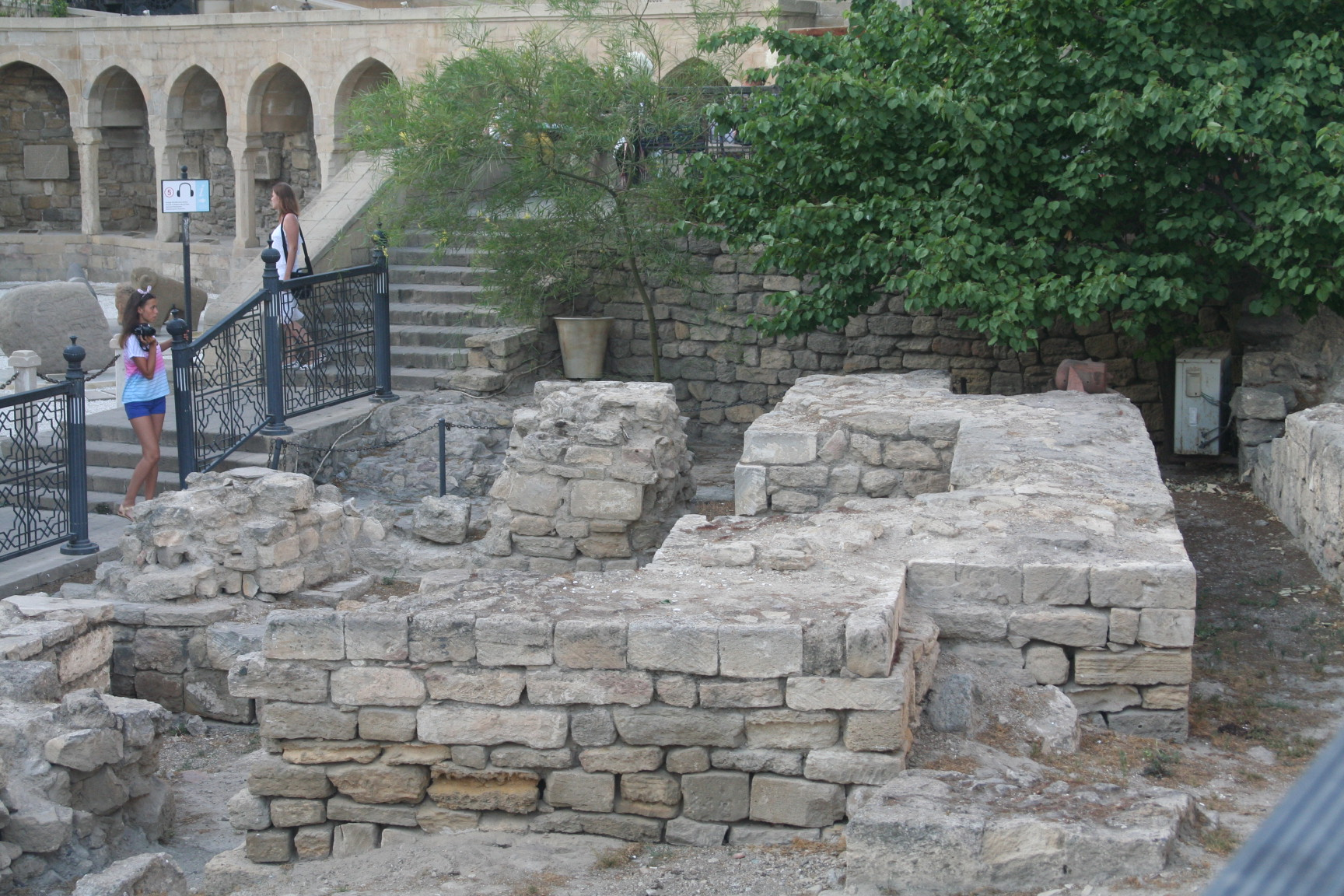
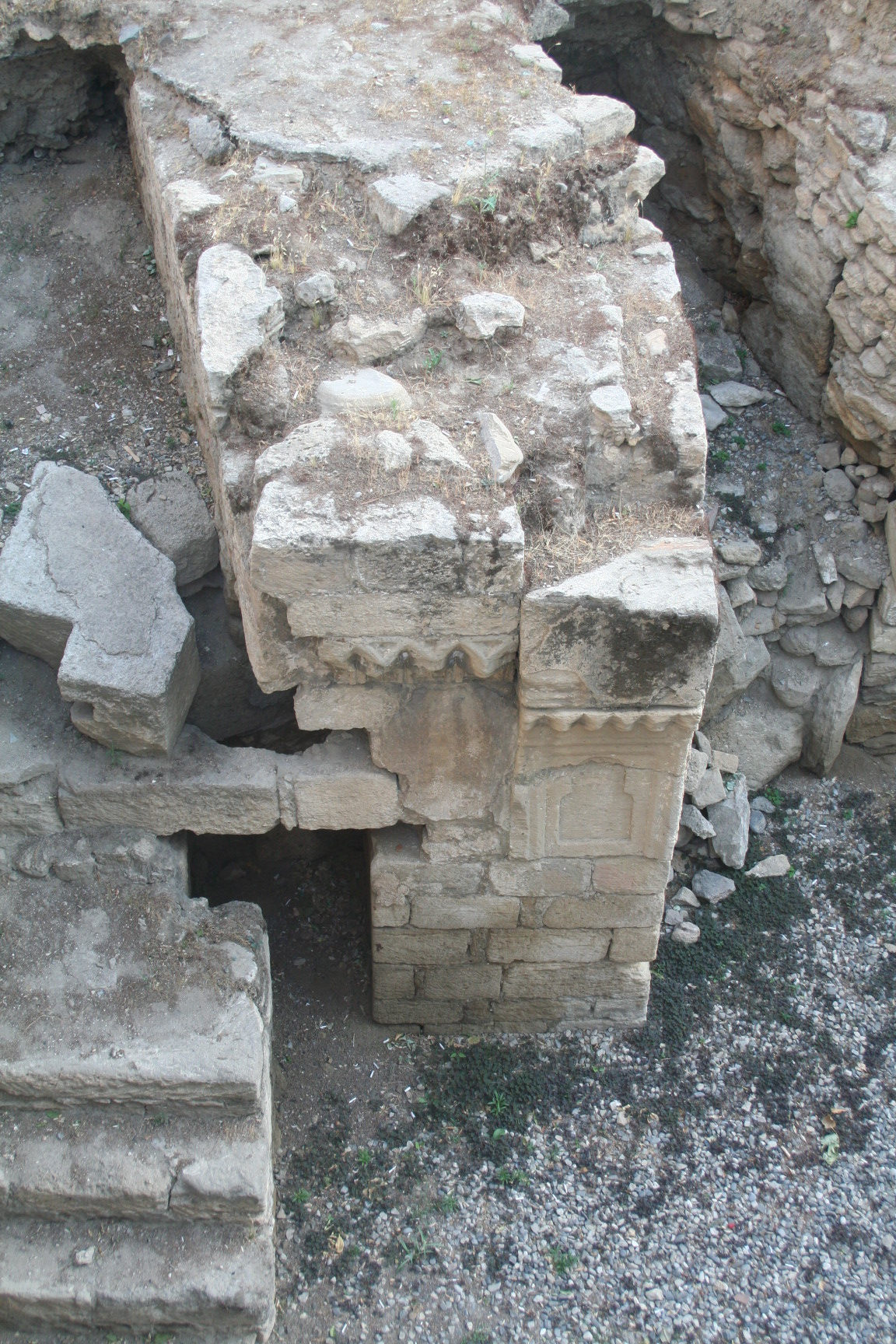
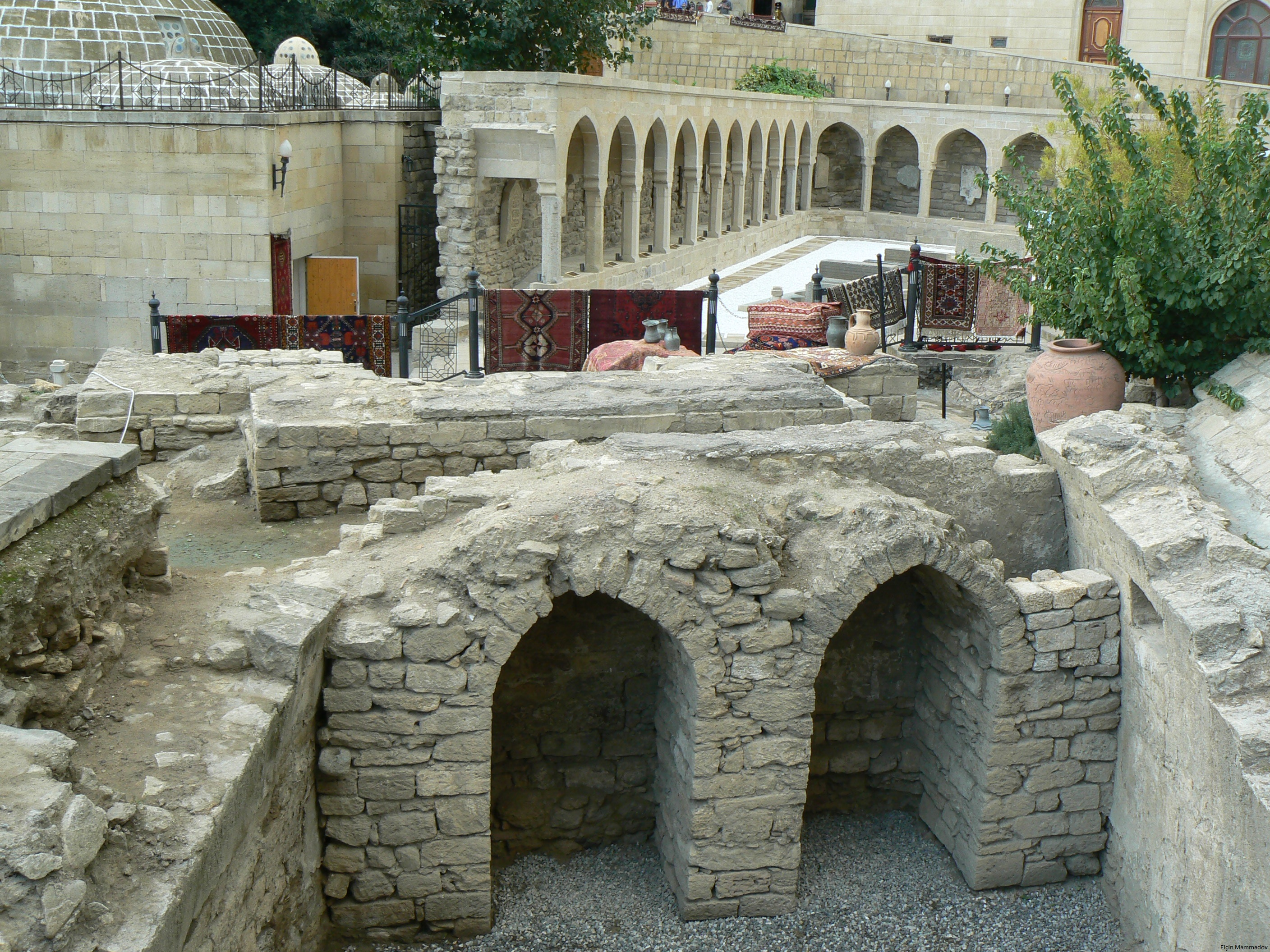
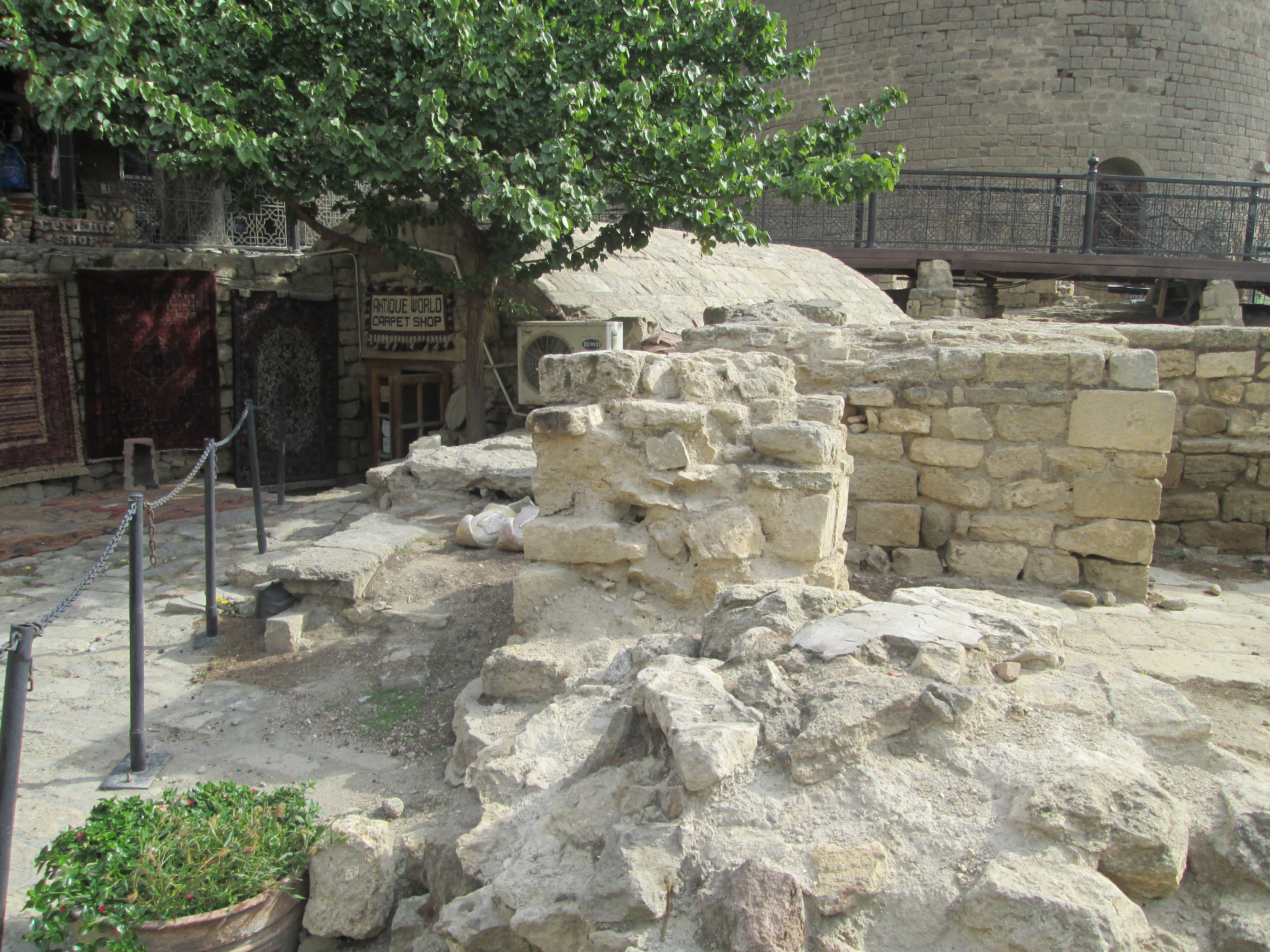